# SELENE
SELENE, acrònim de SELenological and ENgineering Explorer i coneguda amb el malnom Kaguya (輝夜 [かぐや], lit. ‘princesa de la lluna’), fou una sonda espacial japonesa que tenia com a objectiu estudiar la Lluna.
SELENE fou llançada per l'Agència Espacial Japonesa el 14 de setembre de 2007 des del cosmòdrom de Tanegashima. La sonda es componia d'un orbitador principal i dos auxiliars, anomenats Relay i VRAD i reanomenats Okina (home gran honorable) i Ouna (dona gran honorable) després de ser inserits en les seves respectives òrbites de treball. SELENE va situar-se a la seva òrbita de treball el 19 d'octubre de 2007 i observà la Lluna fins al 10 de juny de 2009, dia en què va impactar de forma controlada al cràter Gill de la superfície lunar. La missió durà 1 any i 8 mesos.

## Objectius
JAXA ha classificat SELENE com "la missió d'exploració lunar més ambiciosa en l'era post-Apollo". L'objectiu principal de la missió era l'estudi global de la Lluna: l'origen i evolució, la distribució d'elements i minerals en la superfície i el subsol, el camp gravitatori, el camp magnètic residual i les partícules energètiques i plasma que l'envolten. Es pretenia, a més, produir dades que permetessin trobar futurs usos a la Lluna.

## Característiques generals
La missió constà de 3 orbitadors:
- Orbitador principal: transportava la majoria d'instruments científics de la missió. La sonda estava estabilitzada amb 3 eixos, mesurava 210 x 210 x 480 cm i una potència elèctrica de 3.500 watts.
- Dos orbitadors auxiliars: ambdós amb forma octagonal, al voltant de 50 kg de massa i un volum de 100 x 100 x 65 cm. Foren transportats per l'orbitador principal fins a les seves òrbites de destí. Van ser portats per l'orbitador principal fins a la seva òrbita de treball. Eren estabilitzats per gir. Ambdós estaven estabilitzats per giròscops.
  - Satèl·lit VRAD: transportava instruments de detecció d'ones de ràdio per a determinar el camp gravitatori i la presència de ions a la Lluna.
  - Satèl·lit Relay: no transportava instruments a bord; fou utilitzat per facilitar les comunicacions entre la sonda principal i la Terra (relay significa transmetre (informació) en anglès).